# بالائو

بالائو شهری در شهرستان سیبی در استان باله در بورکینافاسوی جنوبی است و جمعیت آن ۱۱۶۵ نفر است.